# كوميرسانت
كوميرسانت (بالروسية:Коммерса́нтъ)، وتعني باللغة الروسية رجل الأعمال، هي صحيفة روسية يومية، وزعت عام 2005 ما يزيد عن 131 ألف نسخة.

## تاريخ
أسس مؤسسة كوميرسانت للصحافة عام 1909، إلا أن هذه الصحيفة تعرضت للرقابة المشددة بعد استيلاء البلاشفة الشيوعيين عام 1917.
وعاد نشاط صحيفة كوميرمانت عام 1990 قبل انهيار الاتحاد السوفياتي، حيث تمكنت كوميرسانت نشر الأخبار الاقتصادية بحرية تامة.

## وصلات خارجية
- KommersantЪ, English version online
- BBC news reporting on Kommersant's protest
- Photo gallery celebrating Kommersant's 15th anniversary
- Story in the St. Petersburg Times about the sale of Kommersant